# Філітелнік
Філітелнік (рум. Filitelnic) — село у повіті Муреш в Румунії. Входить до складу комуни Белеушері.
Село розташоване на відстані 241 км на північний захід від Бухареста, 21 км на південь від Тиргу-Муреша, 93 км на південний схід від Клуж-Напоки, 107 км на північний захід від Брашова.

## Населення
За даними перепису населення 2002 року у селі проживали 270 осіб.
Національний склад населення села:
| Національність | Кількість осіб | Відсоток |
| -------------- | -------------- | -------- |
| румуни         | 207            | 76,7%    |
| угорці         | 53             | 19,6%    |
| німці          | 10             | 3,7%     |

Рідною мовою назвали:
| Мова      | Кількість осіб | Відсоток |
| --------- | -------------- | -------- |
| румунська | 210            | 77,8%    |
| угорська  | 51             | 18,9%    |
| німецька  | 9              | 3,3%     |